# Anolis griseus
Anolis griseus (сент-вінсенський аноліс) — вид ігуаноподібних ящірок родини анолісових (Dactyloidae). Ендемік Сент-Вінсенту і Гренадин.

## Опис
Довжина сент-вінсентських анолісів (без врахування хвоста) становить 136 мм. Верхня частині тіла сір-коричнева, голова та кінцівки іноді мають жовтуватий відтінок. Живіт блідо-зелений або жовтувато-сірий, горловий мішок тьмяно-оранжевий. На тілі є нерівномірні темні плями.

## Поширення і екологія
Сент-вінсентські аноліси є ендеміками острова Сен-Вінсент в групі Малих Антильських островів. Вони живуть в тропічних лісах, на бананових, кокосових, мускатових і какаових плантаціях та в садах. Зустрічаються на висоті до 600 м над рівнем моря. Живляться переважно комахами, іноді іншими анолісами (передусім дрібнішими Anolis trinitatis та ягодами). Відкладають яйця.